# Janina Bauman

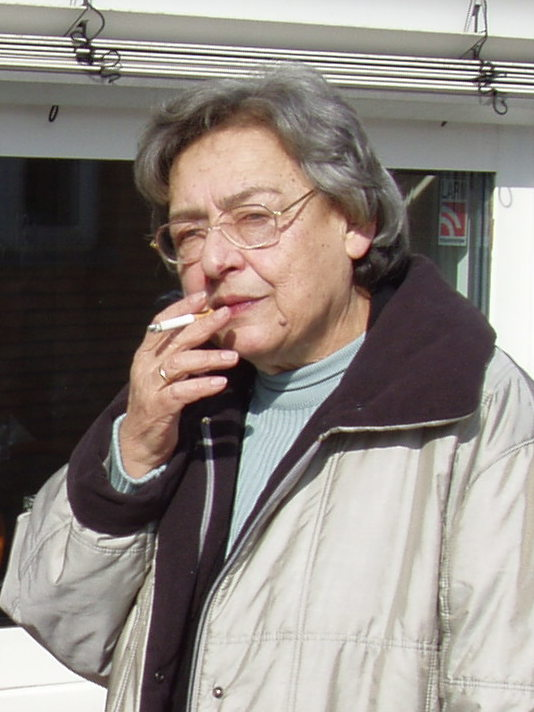
Janina Bauman (2006)

Janina Bauman (* 18. August 1926 in Warschau; † 29. Dezember 2009 in Leeds) war eine polnische Überlebende des Warschauer Ghettos.
Der Vater von Janina Bauman war Chirurg und wurde als polnischer Offizier von der Sowjetunion 1939 gefangen genommen und in Katyn ermordet. Ihr Studium an der Universität Warschau beendete sie 1959 mit dem Magisterexamen. In der Folge arbeitete Janina Bauman als Übersetzerin und Redakteurin bei der staatlichen polnischen Filmgesellschaft. Mit ihren drei Töchtern Anna, Irena und Lydia sowie ihrem Ehemann Zygmunt Bauman musste sie Polen 1968 verlassen. Nach dreijährigem Aufenthalt in Israel siedelte die Familie 1971 nach Großbritannien über.

## Veröffentlichungen
- Janina Bauman, Als Mädchen im Warschauer Ghetto. Ein Überlebensbericht. Aus dem Englischen von Reinhard Wagner. Mit einem Nachwort von Władysław Bartoszewski. Verlag Max Hueber, Ismaning bei München 1986. ISBN 3-19-005510-6
- Janina Bauman, Dream of Belonging: My Years in Postwar Poland. Virago Press Ltd. März 1991.
- Peter Wagner (Hrsg.): Between two wars: Janina and Zygmunt Bauman's analyses of the contemporary human condition , 2003.